# Саратовка (Бурятія)
Саратовка (рос. Саратовка) — село Тарбагатайського району, Бурятії Росії. Входить до складу Сільського поселення Шалутське.
Населення — 210 осіб (2015 рік).